# میشن (داکوتای جنوبی)
میشن(به انگلیسی: Mission) شهری در ایالت داکوتای جنوبی کشور ایالات متحده آمریکا است که جمعیت آن در سرشماری سال ۲۰۱۰ میلادی، ۱٬۱۸۲ نفر بوده‌است.